# Corning (New York)
Corning je grad u američkoj saveznoj državi New York. Prema popisu stanovništva iz 2010. u njemu je živjelo 11.183 stanovnika.